# ماري روزالي فيرجيني كاديو
م.ماريان هو الاسم المستعار الذي استخدمته ماري روزالي فيرجيني كاديوا (1847-1927)، روائية فرنسية وُلِدت في مدينة بريست وعاشت في باريس. كانت كاتبة غزيرة الإنتاج وكتبت للقراء من الشابات.
نشرت كاديو مجموعتها الكاملة من الأعمال الأدبية تحت الاسم المستعار "م. ماريان"، والذي يعني باللغة الإنجليزية "السيد ماريان". تم اختيار هذا الاسم في وقت مبكر من مسيرتها المهنية بسبب خطأ مطبعي عفوي في اسم جدتها لأمها، ماري آن كيركلاند، وهو الاسم المستعار الذي كانت الكاتبة الشابة تنوي استخدامه. كما يمكن العثور على بعض أعمالها الآن تحت اسمها بعد الزواج، ماري ديشارد أو ديسكارد.  

## الحياة الشخصية
وُلدت كاديو في 21 ديسمبر 1847، وهي ابنة قائد ورئيس بلدية غيبافاس، وابنة أخت الأدميرال توماس لويس، وشقيقة الكاتب بول كاديو. من زواجها بتشارلز ألبرت ديشارد (1836-1919)، الذي كان المفوض العام للبحرية، أنجبت ستة أطفال: ألبرت (المفوض العام للبحرية)، مارث، ماري (زوجة الأميرال البحري رينيه نيللي)، بول (قائد كتيبة)، أندريه وبيير.. 
انخرطت كاديو في العديد من الأنشطة الخيرية في مسقط رأسها، بريست. وفي باريس، كانت تعمل بجد في الكتابة، حيث كانت تنتج أحيانًا أربع روايات في السنة، وكانت معظم أعمالها موجهة للفتيات الصغيرات 
توفيت كاديو في 28 يناير 1927 في بريست عن عمر يناهز 80 عامًا. 

## المنشورات
كانت كاديوا من المساهمات المتكررة في Journal des Demoiselles، وهو مجلة باريسية مخصصة للفتيات الثرية من عمر 14 إلى 18 عامًا، التي كانت تخصص جزءًا من أعدادها للتعليم والعلوم بالإضافة إلى الأدب، الموضة والمسرح. خلال حياتها، تم إعادة نشر أعمالها في العديد من الصحف وترجمت إلى لغات مختلفة. يمكن العثور على بعض كتاباتها تحت أسماء أخرى لها: ماريان-م، أو ماري ديشارد. .   
أنتج أكثر من 100 عنوان معروف بما في ذلك الروايات والقصص الواقعية، ولا يزال العديد من العناوين والإصدارات قيد الطباعة حتى سنة 2020.   

### أعمال مختارة من الخيال
- خطأ الأب ("La faute du père"). بنزيجر، إينسيديلن 1926
- تراث Montligné ("La Fortune des Montligné"). بنزيجر، إينسيديلن 1885
- جينولا. رواية من بريتاني ("جينولا"). بنزيجر، إينسيديلن 1913
- بيت العازب. بنزيجر، إينسيديلن 1889
- فندق سانت فرانسيس. نوفيل ("فندق سانت فرانسوا"). شونينغ، بادربورن 1891
- مارسيا دي لاوبلي. رواية قصيرة ("مارسيا دي لاوبلي"). بوستيت، ريغنسبورغ 1915
- تراث باولا ("L'heritage de Paule"). بنزيجر، إينسيديلن 1891
- الجانب المظلم للمهر الغني. بنزيجر، إينسيديلن 1885

### أعمال مختارة من الكتب غير الروائية
- النسوية في كل العصور ("Le feminisme de tous les temps.") بلود وبارال، باريس 1900 (مكتوبة مع غابرييل بيل)
- الخلفية: المعرفة للفتيات الصغيرات. ("Le fond et laforms. La savoir-vivre pour les jeune filles.") بلود وبارال، باريس 1896

## الأوسمة
استنادًا إلى أعمالها، حصلت على لقب "الحائزة على جائزة الأكاديمية الفرنسية"، على الرغم من أنها كانت تعتبر نفسها "مفتقرة للطموح الأدبي".. 

## روابط خارجية
- IdRef (باللغة الفرنسية)
- كتالوج BnF (باللغة الفرنسية)
- Worldcat.org: https://worldcat.org/identities/lccn-nr2005004982/